# Alex Varkatzas
Ektor Alexander Varkatzas (Orange County, California; 17 de enero de 1982) fue el vocalista líder de la banda metalcore Atreyu hasta 2020. Es de origen griego. 
Tiene un gran número de tatuajes, muchos de ellos basados en imágenes japonesas y en imágenes de películas de horror. 
Actualmente vive en Orange County, sólo a unas calles de las casas del vocalista/guitarrista de The Offspring Dexter Holland y del vocalista de Avenged Sevenfold M. Shadows.
Actualmente es vocalista en Dead Icarus.
- Datos: Q1403084
- Multimedia: Alex Varkatzas / Q1403084